# Jun Arima
Jun Arima (japanisch 有間 潤 Arima Jun; * 6. August 1992 in der Präfektur Ehime) ist ein ehemaliger japanischer Fußballspieler.

## Karriere
Jun Arima erlernte das Fußballspielen in der Jugendmannschaft des Gyuki FC, in den Schulmannschaften der Uwajima Municipial Johoku Jr Youth und der Ehime Prefectural Uwajima Higashi High School sowie in der Universitätsmannschaft der Universität Kōchi. Seinen ersten Vertrag unterschrieb er am 1. Januar 2015 beim Sony Sendai FC. Der Verein aus Sendai, einer Großstadt in der Präfektur Miyagi, spielte in der vierten japanischen Liga, der Japan Football League. Nach 80 Ligaspielen für Sendai wechselte er am 1. Januar 2018 nach Imabari zum Ligakonkurrenten FC Imabari. Ende 2019 stieg er mit Imabari als Tabellendritter in die dritte Liga auf. Nach insgesamt 75 Ligaspielen und 24 geschossenen Toren für Imabari wechselte er im Januar 2022 zum Ligakonkurrenten Vanraure Hachinohe. Für den Verein bestritt er 15 Ligaspiele. Im Januar 2023 beendete er seine Karriere als Fußballspieler.